# Deep Blue Sea
Deep Blue Sea (1999) is een sciencefiction/actie/horrorfilm met Thomas Jane, Samuel L. Jackson en Saffron Burrows in de hoofdrollen. De film is geregisseerd door Renny Harlin (Die Hard 2, Cliffhanger) en kwam in de Verenigde Staten uit op 28 juli 1999. De Nederlandse première was op 28 oktober 1999.

## Verhaal
In een afgelegen onderwaterfaciliteit doen artsen Susan McCallister en Jim Whitlock onderzoek naar makreelhaaien om te helpen bij de reactivering van slapende menselijke hersencellen zoals die worden aangetroffen bij patiënten met de ziekte van Alzheimer. Nadat een van de haaien uit de faciliteit is ontsnapt en een boot vol jonge volwassenen probeert aan te vallen, sturen financiers bedrijfsleider Russell Franklin om de faciliteit te onderzoeken.
Susan en Jim bewijzen dat hun onderzoek werkt door een bepaald eiwitcomplex te testen dat is verwijderd uit het hersenweefsel van hun grootste haai, die Jims rechterarm afbijt bij het ontwaken in het laboratorium. Brenda Kerns, de operator van de toren, roept een reddingshelikopter op die zware regen en harde wind trotseert om Jim te evacueren, maar terwijl Jim wordt opgetakeld loopt de kabel vast waardoor Jim en zijn brancard in het haaienbassin valt. De grootste haai grijpt de brancard en trekt de helikopter de toren in, waarbij Brenda en de piloten worden gedood en enorme explosies worden veroorzaakt die de faciliteit ernstig beschadigen.
In het laboratorium zijn Susan, Franklin, verzorger Carter Blake, zeebioloog Janice Higgins en ingenieur Tom Scoggins getuige van de haai die de brancard tegen het hoofdvenster van het laboratorium slaat, die vervolgens verbrijzelt. Jim verdrinkt en de faciliteit overstroomt. De groep gaat naar de ingang van de faciliteit, waar ze van plan zijn een duikboot te nemen om te ontsnappen. Susan bekent aan de anderen dat zij en Jim de haaien genetisch hebben gemanipuleerd om hun hersengrootte te vergroten, omdat ze niet groot genoeg waren om voldoende hoeveelheden van het eiwitcomplex te oogsten. Dit had als neveneffect dat ze slimmer en dodelijker werden. Wanneer de groep de ingang bereikt, ontdekken ze dat de onderwaterboot beschadigd is. Terwijl hij een monoloog houdt waarin de noodzaak van groepseenheid wordt benadrukt, wordt Franklin door een van de haaien het bassin in gesleept en verslonden.
De overgebleven bemanning kiest ervoor om de liftschacht op te klimmen met het risico het bassin te destabiliseren. Terwijl ze klimmen, doen explosieve trillingen de ladder breken, waardoor Janice haar grip verliest en in het door haaien geteisterde water valt. Ondanks Carters poging om haar te redden, sleept een van de twee overgebleven haaien Janice onder water, haar dodend en verslindend. In de keuken van de faciliteit, die gedeeltelijk is overstroomd, slaagt kok Sherman "Preacher" Dudley, wiens papegaai wordt verslonden, erin de eerste haai te doden met een gasexplosie. Vervolgens gaat hij naar de liftschacht, waar hij Carter, Scoggins en Susan tegenkomt. Carter en Scoggins gaan naar het ondergelopen laboratorium om een bedieningspaneel te activeren dat een trap naar de oppervlakte afvoert, terwijl Susan naar haar kamer gaat om haar onderzoeksmateriaal te verzamelen. Carter en Scoggins bereiken het bedieningspaneel, maar de grootste haai stormt naar binnen, doodt en scheurt Scoggins uit elkaar en saboteert de besturing. In de andere kamer ontmoet Susan een andere haai en elektrocuteert deze met een stroomkabel, waardoor haar onderzoek wordt vernietigd.
Na hergroepering gaan Carter, Susan en Dudley naar een decompressiekamer en zwemmen naar de oppervlakte. Dudley wordt gegrepen door de laatste haai, maar wordt losgelaten wanneer hij de haai in het oog steekt met zijn kruisbeeld, hoewel verwondingen heeft aan zijn been. Carter realiseert zich dat de haaien ervoor zorgden dat ze de faciliteit overstroomden, zodat ze konden ontsnappen door de zwakkere gaashekken aan de oppervlakte. In een poging om de haai af te leiden van het ontsnappen naar de open zee, snijdt Susan opzettelijk in haar hand en duikt in het water. Hoewel ze erin slaagt om de haai af te leiden met haar bloed, is ze niet in staat om uit het water te komen en wordt verslonden, ondanks de inspanningen van Carter om haar te redden. Terwijl Carter de rugvin van de haai vastgrijpt, schiet Dudley een harpoen in de rugvin van de haai, maar doorboort hij ook Carters dij. Terwijl de haai door het hek breekt, beveelt Carter Dudley om de sleepdraad aan te sluiten op een batterij, waardoor een elektrische stroom door de draad en naar een explosieve lading in de harpoen wordt gestuurd, waardoor de haai wordt gedood. Op het einde onthult Carter dat hij erin geslaagd was zich op tijd te bevrijden, en voegt zich bij Dudley om een arbeidersboot aan de horizon te zien arriveren.

## Rolverdeling
| Acteur              | Personage                 |
| ------------------- | ------------------------- |
| Saffron Burrows     | Dr. Susan McCallister     |
| Thomas Jane         | Carter Blake              |
| LL Cool J           | Sherman "Preacher" Dudley |
| Jacqueline McKenzie | Janice "Jan" Higgins      |
| Michael Rapaport    | Tom "Scoggs" Scoggins     |
| Stellan Skarsgård   | Dr. Jim Whitlock          |
| Aida Turturro       | Brenda Kerns              |
| Samuel L. Jackson   | Russell Franklin          |

## Trivia
- De film bevat enkele inside-jokes;
  - Het nummerbord dat in het begin tussen de tanden van een haai gevonden wordt, is hetzelfde als uit de film Jaws.
  - Regisseur Renny Harlin heeft een cameo als een van de werknemers van het zeeplatform. Hij is in de achtergrond te herkennen wanneer hij het platform verlaat.
  - De drie haaien sterven op dezelfde manier als de haaien in de eerste drie Jaws-films.
- Regisseur Renny Harlin probeert in elke film verwijzingen naar zijn geboorteland Finland te verwerken. In deze film is in de hut van Janice een Finse vlag te herkennen.